# Atractus edioi
Atractus edioi är en ormart som beskrevs av da Silva, Rodrigues Silva, Ribeiro, Souza och do Amaral Souza 2005. Atractus edioi ingår i släktet Atractus och familjen snokar. Inga underarter finns listade.
Arten förekommer i delstaten Goiás i centrala Brasilien. Den lever i savannlandskapet Cerradon. Honor lägger ägg.